# Wang Xiaohong
Wang Xiaohong, född 20 november 1968, är en kinesisk före detta simmare.
Hon blev olympisk silvermedaljör på 200 meter fjäril vid sommarspelen 1992 i Barcelona.